# Royaume de Dian
IVe siècle avant l'ère commune – 109 avant l'ère commune
Entités précédentes :
- inconnues

Entités suivantes :
- dynastie Han

Le royaume de Dian (chinois simplifié : 滇国 ; chinois traditionnel : 滇國 ; pinyin : diān guó ; litt. « pays dian » ou 滇王国 / 滇王國, diān wángguó, « monarchie dian ») est un État du peuple Dian (du IVe au IIe siècle avant l'ère commune) : un royaume situé autour du lac Dian, mais qui s'étendait également autour du lac Erhai (près de Dali) et de la région du Fleuve Rouge (Yuan Jiang) s'est donc constitué dans la partie nord de l'actuelle province du Yunnan en Chine. Ce royaume a existé durant une période correspondant, en Chine du Nord, à la fin de la Période des Printemps et Automnes jusqu'à la dynastie Han de l'Ouest.
Sur ce qui correspond à peu près à l'actuel Yunnan, le Royaume de Dali a perduré de 937 à 1253.

## Culture
Les Dian ensevelissaient leurs morts dans des tombes verticales. Quant à la langue Dian, elle a été probablement liée aux langues tibéto-birmanes. 

### Un art du bronze
Cette culture qui constitua momentanément un royaume, a permis l'éclosion d'un art du bronze nettement différent de celui de la Chine du Nord, qui reflète des contacts avec l'art de l'actuelle province du Sichuan (depuis les découvertes de Sanxingdui), le sud de la Chine, l'Asie du Sud-Est et jusqu'à l'art des steppes. Mais les artistes Dian montraient un attachement au détail juste rendu avec légèreté . Pour cela ils employaient aussi bien la technologie du moulage que la cire perdue.

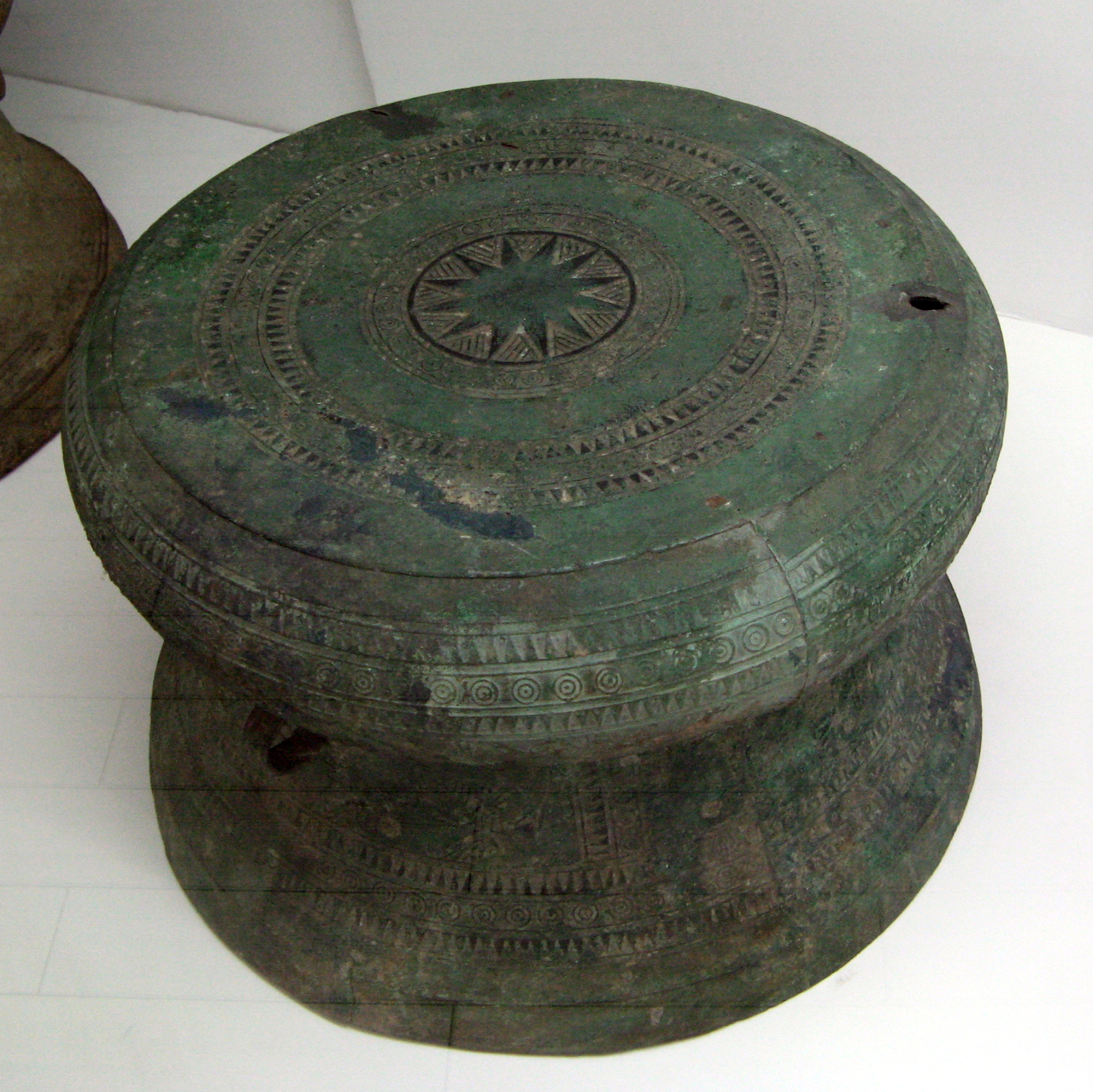
Tambour de bronze. Période des Royaumes combattants, 475-221 AEC. Musée Provincial du Yúnnán, Kunming
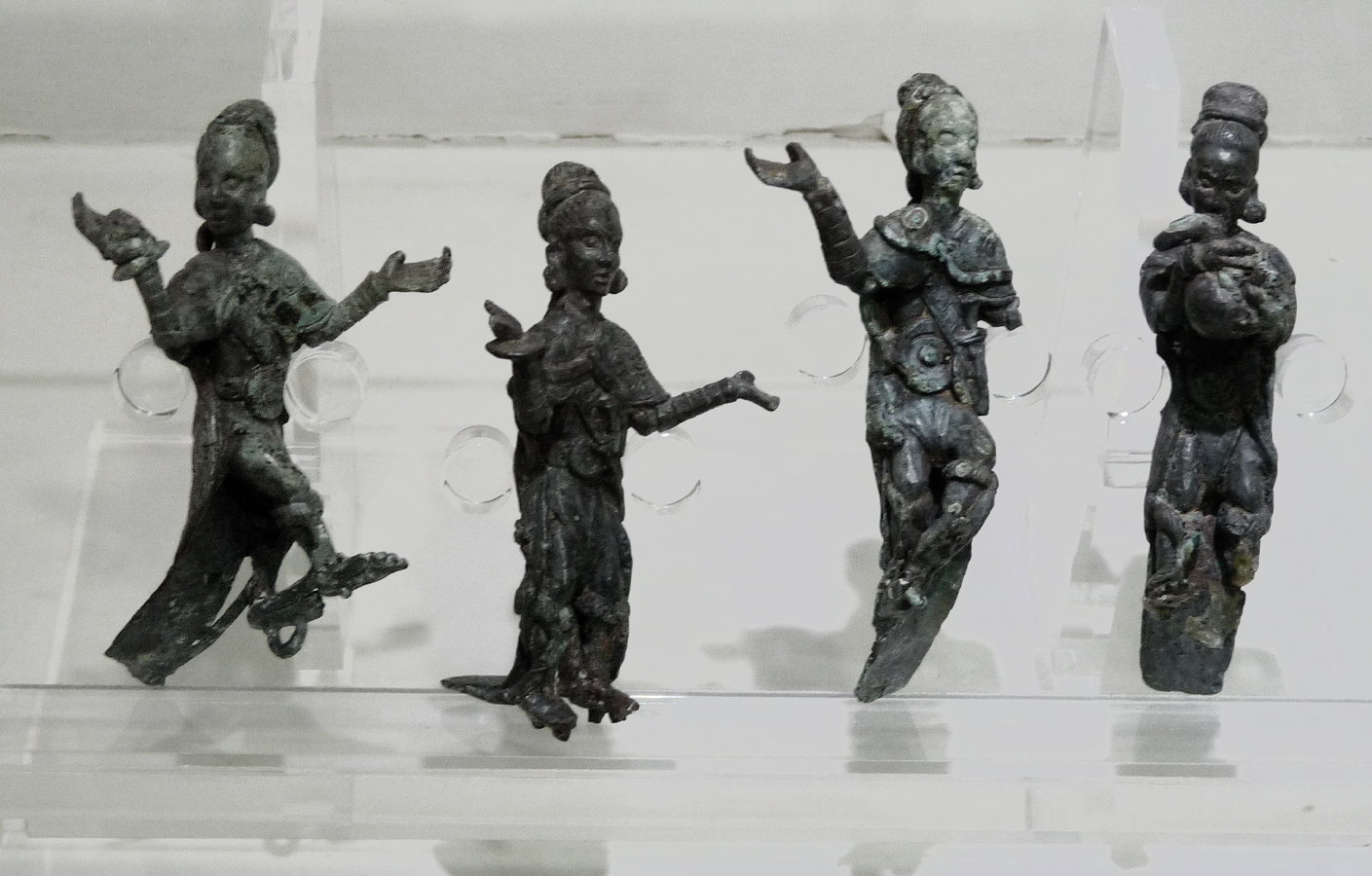
Quatre figurines en bronze de musiciennes. Tombe no 17 Shizhaishan, Jinning. Royaume Dian. Musée Provincial du Yúnnán, Kunming
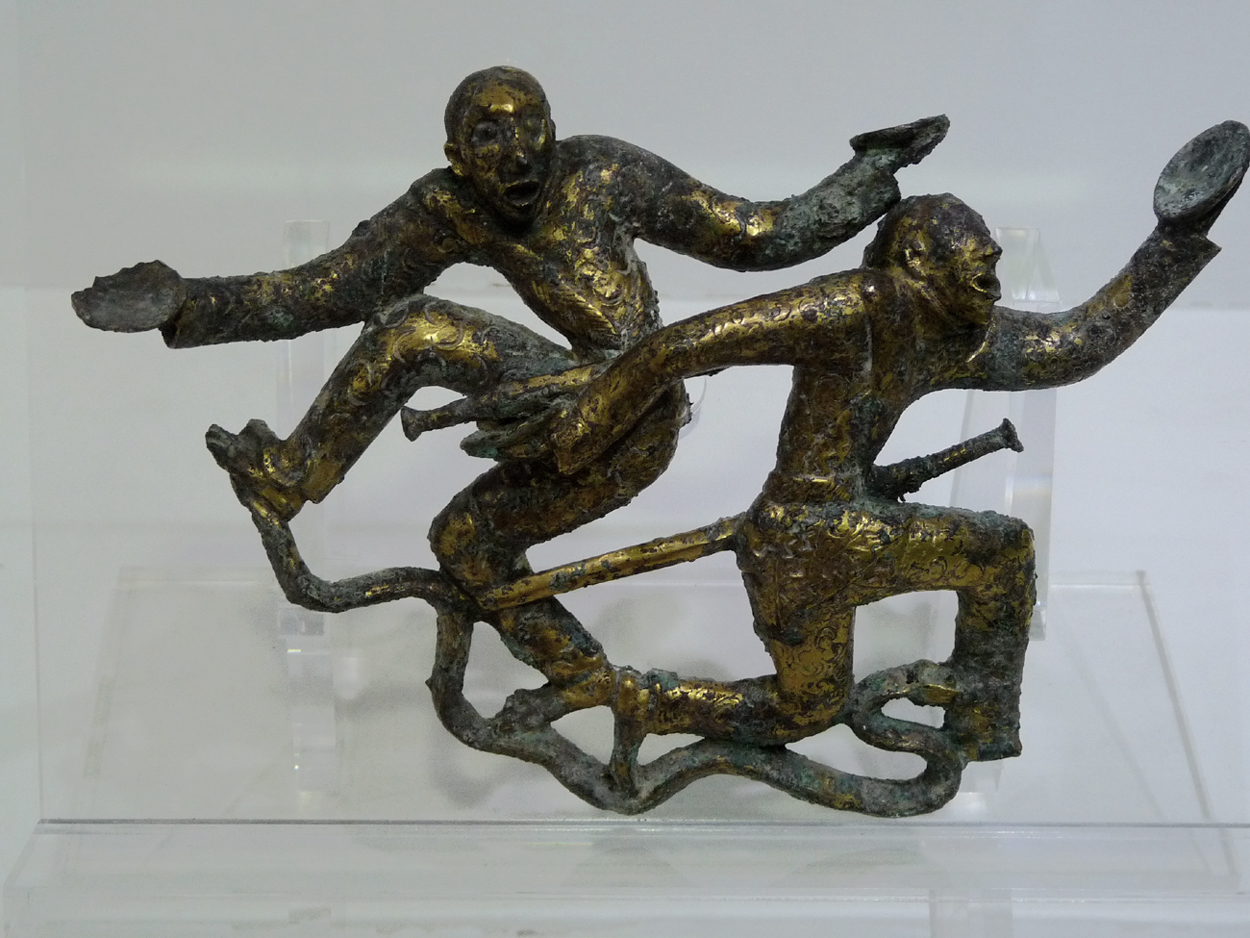
Boucle en bronze doré aux deux figures dansantes. Tombe no 13 Shizhaishan, Jinning. Royaume Dian. Musée Provincial du Yúnnán, Kunming
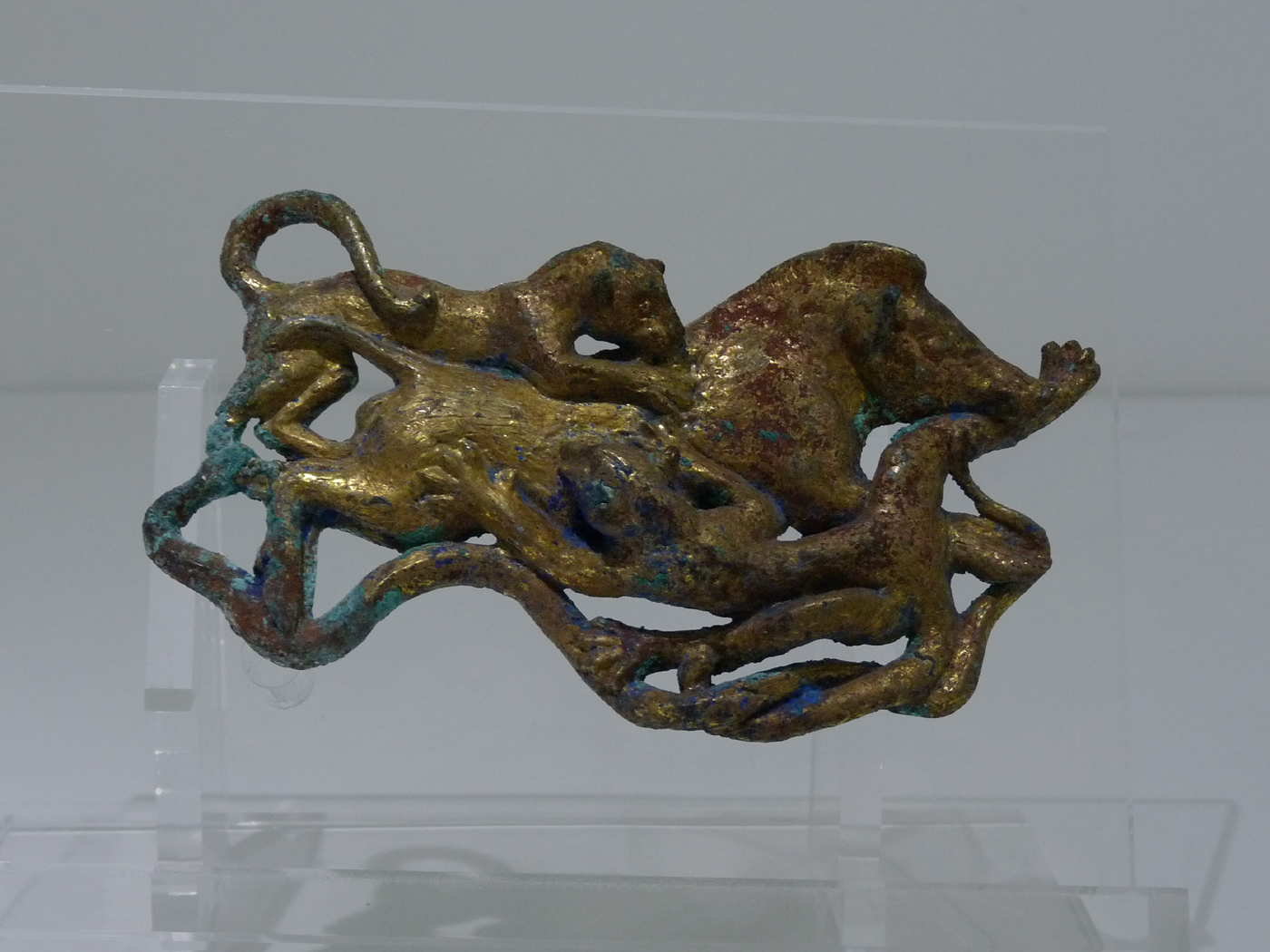
Boucle en bronze doré. Deux léopards attaquant un sanglier. Même localisation que les précédentes.
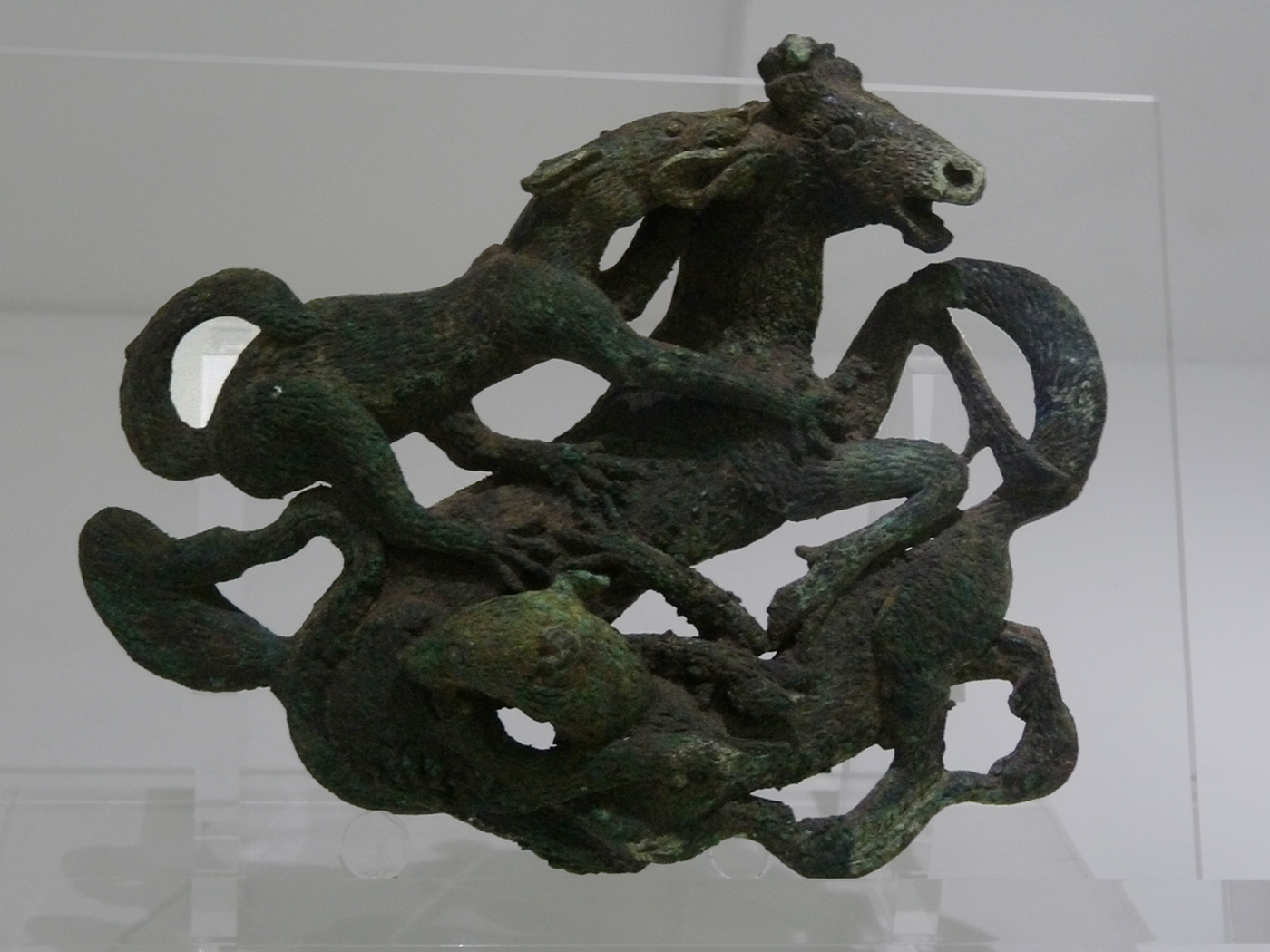
Boucle en bronze doré. Deux loups attaquant un cerf. Même localisation que les précédentes.
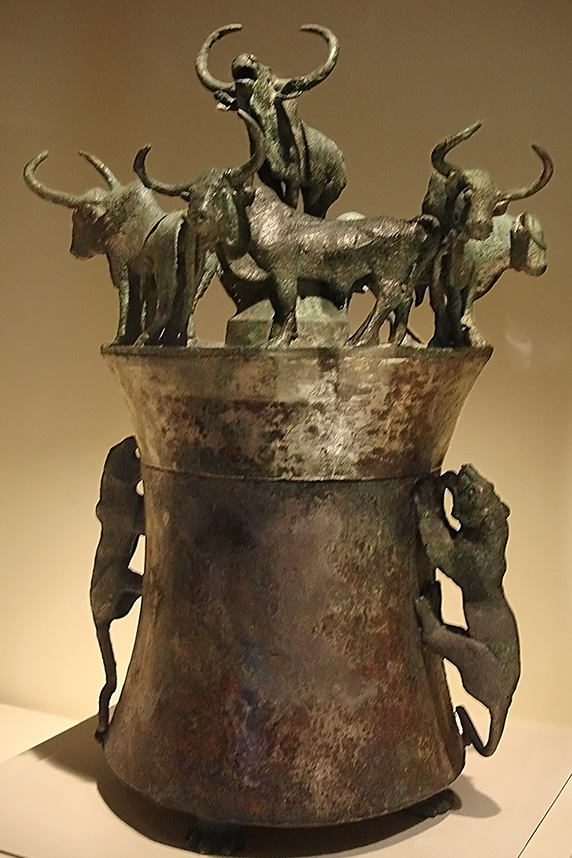
Coffre de bronze du royaume de Dian destiné à contenir la monnaie locale, des coquillages "porcelaines" ou cauri (Cypraea moneta). Musée National de Chine, Pékin
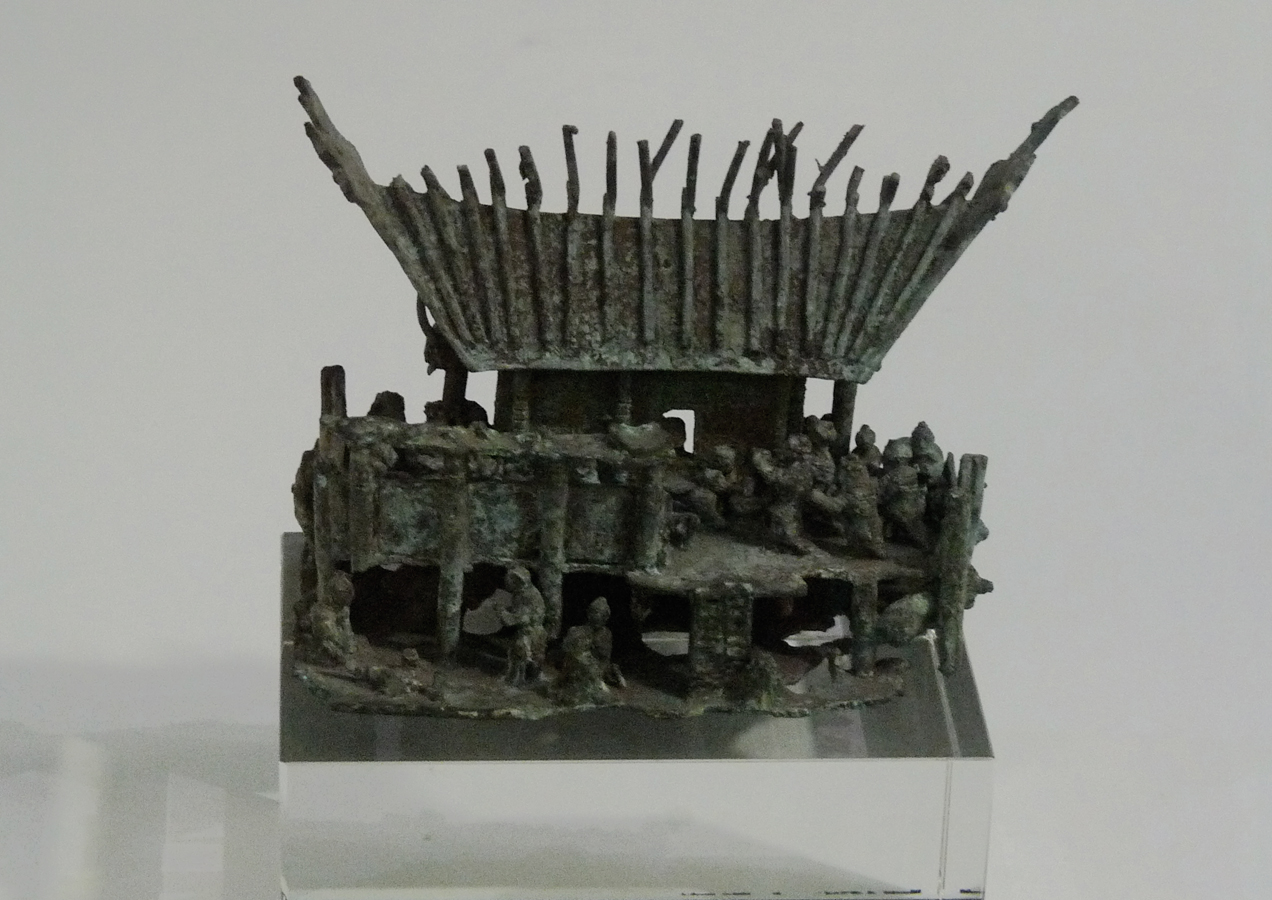
Assemblée dans une demeure de culture Dian. Bronze. Tombe no 6 Shizhaishan, Jinning. Royaume Dian. Musée Provincial du Yúnnán, Kunming
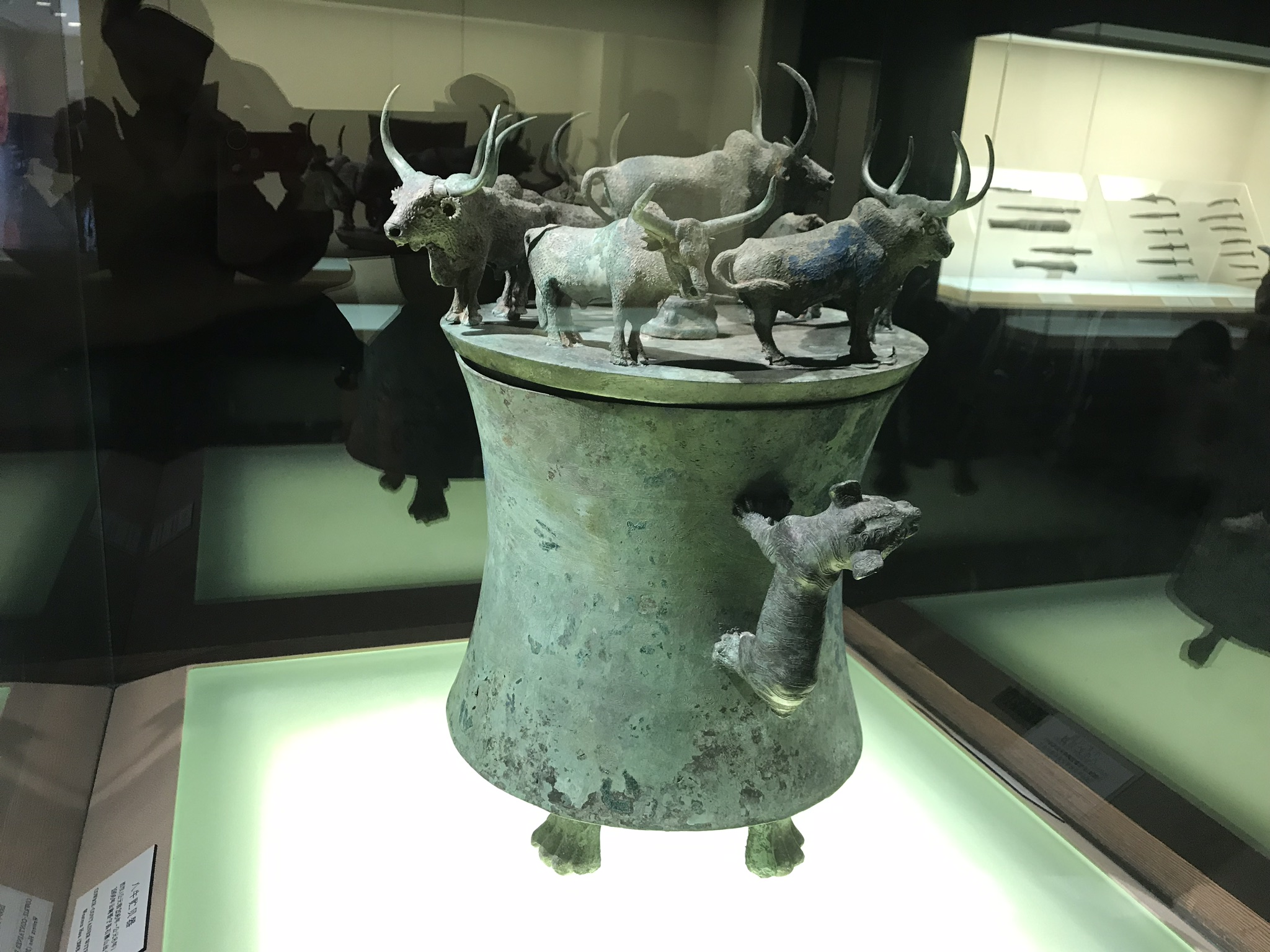
Objet de bronze

## Histoire
Le royaume Dian a existé entre le quatrième siècle avant notre ère et 109 de notre ère, durant une période correspondant, en Chine du Nord, à la fin de la Période des Printemps et Automnes jusqu'à la dynastie Han de l'Ouest.
Le Dian est mentionné pour la première fois par Sima Qian dans le Shiji. Si l'on s'en tient aux sources chinoises, le général Zhuang Qiao de l'État de Chu serait le fondateur du royaume de Dian. Zhuang aurait engagé la guerre pour conquérir la terre et son peuple « barbare ». Mais il aurait été prévenu de ne pas revenir dans Chu avec son armée, alors il y est resté et est ainsi devenu le roi de ce nouveau royaume de Dian. Les soldats chinois qui l'accompagnaient se marièrent avec des femmes de la région. 
Le royaume était situé à proximité de l'actuelle Kunming, sa richesse reposait sur l'agriculture et le travail du bronze. Ses voisins étaient, à l'Est les tribus Yelang, à l'Ouest les tribus Kunming, et au Nord à Chengdu, les chinois. Il entretenait des relations avec tous.
Les tambours de bronze prouvent des liens étroits avec les voisins du Sud, car leur usage est réparti sur les anciens territoires de Dian et ceux de la culture Dong Son, culture qui relève de la proto-histoire de l'Indochine et qui est ainsi dénommée d'après le village éponyme du nord du Viêt Nam.

Li Dian a été annexé par Han Wudi au cours de l'expansion de l'empire chinois vers le sud. En effet en 109 avant l'ère commune, l'empereur Wu des Han dirigea une expédition militaire qui fut victorieuse et ainsi fut établie la commanderies chinoises de Yizhou en lieu et place de cet ancien royaume.

## Ruines sous-marines

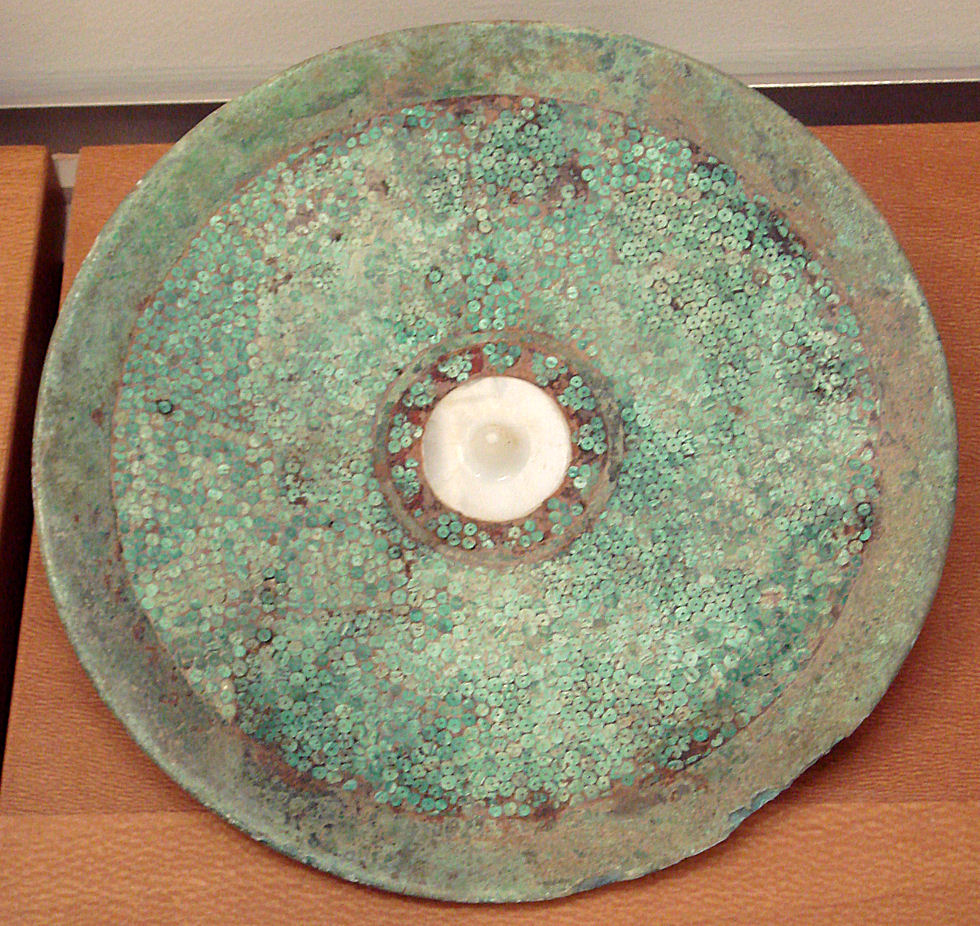
Ornement de ceinture du royaume de Dian, IIe siècle avant l'ère commune. Musée Guimet

Des archéologues ont découvert "récemment" un site inondé datant de la période de Dian, avec des restes de bâtiments et des poteries sous le lac Fuxian. Ils ont pu dater ces restes par le carbone 14. 

## Le site de Dabona
À Dabona, un site lié avec la culture Dian, des archéologues ont découvert une grande tombe à double enveloppe. Le cercueil externe étant réalisé en bois tandis que le cercueil interne était fait de bronze. Ce dernier avait la forme d'une maison et pesait environ 157 kg.
Le Musée de la Province du Yunnan, à Kunming, conserve un nombre important de témoins de la culture Dian.